# Зарудье (Зборовская городская община)
Зарудье (укр. Заруддя) — село в Зборовской городской общине Тернопольского района Тернопольской области Украины.
Код КОАТУУ — 6122683701. Население по переписи 2001 года составляло 403 человека.
До 2020 года входило в Зборовский район.

## Географическое положение
Село Зарудье находится на правом берегу реки Западная Стрыпа, выше по течению на расстоянии в 2 км расположено село Вирлов, ниже по течению примыкает село Лавриковцы.

## История
- 1570 год — дата основания.

## Объекты социальной сферы
- Школа.
- Клуб.
- Фельдшерско-акушерский пункт.

## Достопримечательности
- Братская могила советских воинов.